# Adrian Branch
Adrian Branch é um ex-jogador de basquete norte-americano que foi campeão da Temporada da NBA de 1986-87 jogando pelo Los Angeles Lakers.